# Джейк Уебър
Джейк Уебър (на английски: Jake Weber) е английски актьор, номиниран за награда „Сателит“. Известни филми с негово участие са „Роден на четвърти юли“, „Амистад“, „Да срещнеш Джо Блек“, „Зората на мъртвите“, сериалите „Медиум“, „Ад на колела“ и други.

## Биография
Джейк Уебър е роден на 19 март 1964 г. в Лондон, Англия, в семейството на Томи и Сюзан Уебър. Баща му е пилот на състезателни автомобили и създател на документални филми.

## Частична филмография
- 1989 – „Роден на четвърти юли“ (Born on the Fourth of July)
- 1993 – „Версия Пеликан“ (The Pelican Brief)
- 1997 – „Амистад“ (Amistad)
- 1998 – „Да срещнеш Джо Блек“ (Meet Joe Black)
- 1998 – „Съдба на куртизанка“ (Dangerous Beauty)
- 1999 – „Контролна кула“ (Pushing Tin)
- 2000 – „Клетката“ (The Cell)
- 2004 – „Зората на мъртвите“ (Dawn of the Dead)
- 2005 – 2011 – „Медиум“ (Medium)
- 2013 – „Белият дом: Под заплаха“ (White House Down)
- 2014 – „Ад на колела“ (Hell on Wheels)
- 2015 – „Тиранин“ (Tyrant)
- 2017 – понастоящем – „Вътрешна сигурност“ (Homeland)